# 200er v. Chr.
Portal Geschichte | Portal Biografien | Aktuelle Ereignisse | Jahreskalender | Tagesartikel

◄ |
1. Jahrtausend v. Chr. |

◄ |
4. Jh. v. Chr. |
3. Jahrhundert v. Chr. |
2. Jh. v. Chr. |
►

◄ | 230er v. Chr. | 220er v. Chr. | 210er v. Chr. | 200er v. Chr. |
190er v. Chr. |
180er v. Chr. |
170er v. Chr. |
►

209 v. Chr. |
208 v. Chr. |
207 v. Chr. |
206 v. Chr. |
205 v. Chr. |
204 v. Chr. |
203 v. Chr. |
202 v. Chr. |
201 v. Chr. |
200 v. Chr.

## Ereignisse
- Ende des Zweiten Punischen Krieges (218 v. Chr. bis 201 v. Chr.): Nach zahlreichen Niederlagen können sich die Römer gegen Karthago durchsetzen. Einzelne Wegpunkte sind die Eroberung von Carthago Nova 209 v. Chr. durch Scipio, 207 v. Chr. der Sieg in der Schlacht am Metaurus über Hasdrubal Barkas und die Landung der Römer in Nordafrika, worauf Hannibal Italien verlassen muss und 202 v. Chr. in der Schlacht von Zama von Scipio geschlagen wird. Karthago kapituliert und erhält im darauf folgenden Jahr ein Friedensdiktat der Römer.
- 202 v. Chr.: Begründung der Han-Dynastie durch Kaiser Han Gaozu (Untergang 220 n. Chr.).